# Neutaubenheim (Sohland an der Spree)

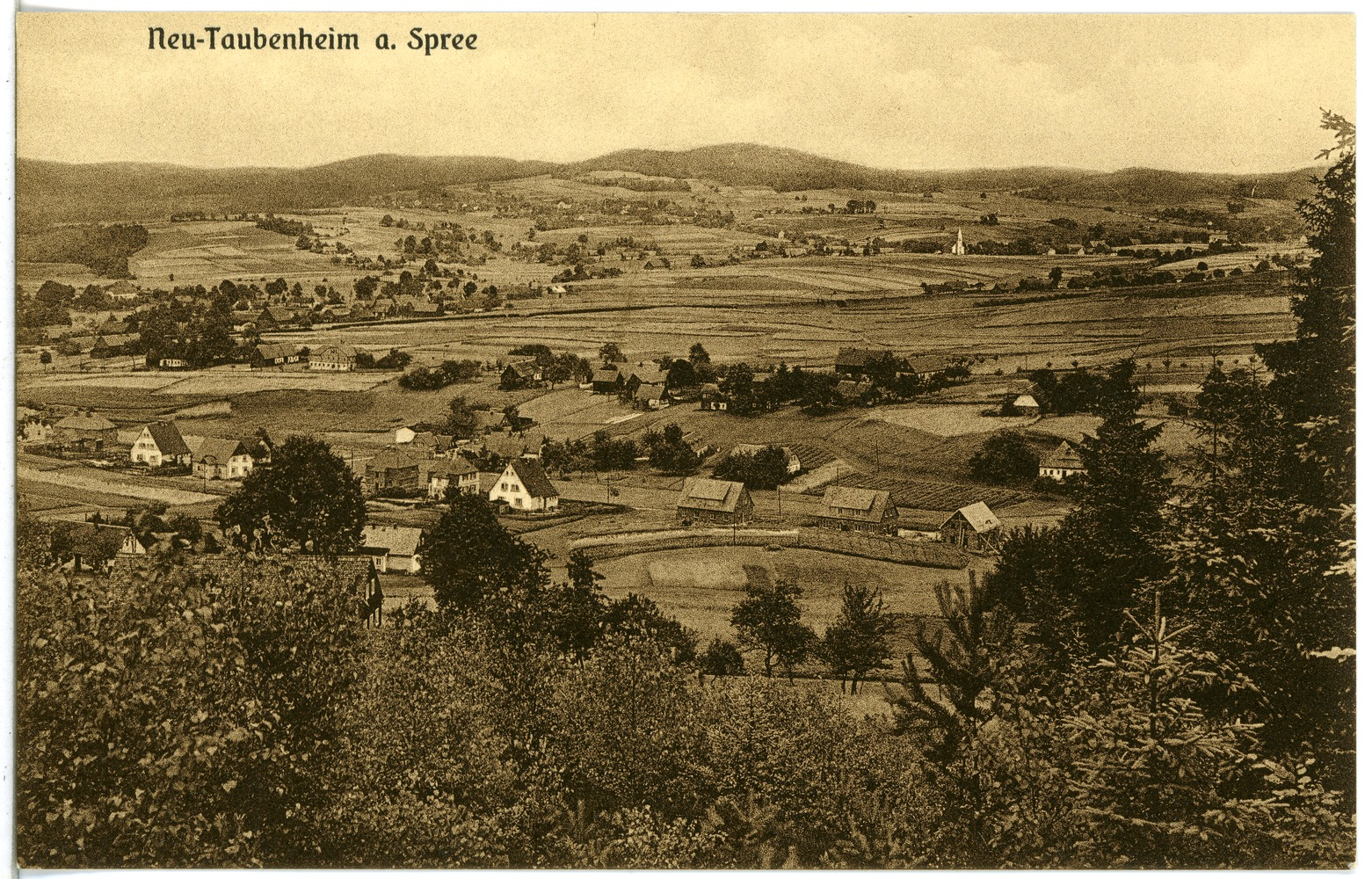
Blick vom Taubenberg auf Neu-Taubenheim, 1925

Neutaubenheim ist ein Gemeindeteil des Ortsteils Taubenheim/Spree der Gemeinde Sohland an der Spree im Landkreis Bautzen.

## Geographie

### Lage
Neutaubenheim erstreckt sich am östlichen Fuße des Taubenberges (458 m) nahe der tschechischen Grenze am Fugauer Zipfel im Weißbachtal. Südlich erhebt sich der Schafberg (390 m), im Osten der Steinberg (375 m) und der Galgenberg (343 m). Nördlich verläuft die Bahnstrecke Oberoderwitz–Wilthen.

### Nachbarorte
| Karlsruhe, Grünhut    | Taubenheim/Spree                            | Fugau †      |
| Äußerstniedersohland  | Kompassrose, die auf Nachbargemeinden zeigt | Neu Fugau †  |
| Königshain, Rosenhain | Harrachsthal, Försterei †                   | Neue Schenke |

### Straßen
Der Ortsteil besteht aus den Straßen Neutaubenheimer Straße, Böhmische Straße, Am Wald, Am Volksbad, Am Viebig, Albert-Schweitzer-Straße, Doktorberg und Am Bahndamm.

## Geschichte
Neutaubenheim wurde 1765 durch den Besitzer der Taubenheimer Rittergüter, Hans Heinrich von Zezschwitz auf den Fluren des herrschaftlichen Vorwerks das Gut gegründet. Jeder der 21 Siedler erhielt zwei Scheffel Land.
Im 19. Jahrhundert wuchs der Ort weiter an. Im Jahr 1928 bildete sich in Taubenheim ein Verband der Freidenker, er ließ am Fuß des Taubenberges einen nichtkirchlichen Urnenhain anlegen. 1936 ließ die Gemeinde Taubenheim den zu dieser Zeit bereits zum Baden genutzten Neutaubenheimer Löschwasserteich zum Volksbad umgestalten. Unterhalb des Urnenhains wurde 1978 die Bungalowsiedlung „Am Taubenberg“ angelegt. Zwischen 1987 und 1990 wurden an der Albert-Schweitzer-Straße 36 kommunale Wohnungen und 12 Wohnungen in Reihenhäusern errichtet. 1991 wurde die Straßen neu benannt. Das Volksbad wurde 1992 zu einem Erlebnisbad umgestaltet. Neutaubenheim gehörte immer zur Gemeinde Taubenheim und wurde 1994 mit dieser nach Sohland eingemeindet.

### Verwaltungszugehörigkeit
- 1777: Bautzener Kreis, 1843: Landgerichtsbezirk Bautzen, 1856: Gerichtsamt Neusalza, 1875: Amtshauptmannschaft Löbau, 1952: Kreis Bautzen, 1994: Landkreis Bautzen, 1. August 2008: Landkreis Bautzen.

## Ortsbild
Neutaubenheim besteht aus Häuslerzeilen, mehrere Häuser haben Umgebinde. Im nördlichen Teil des Dorfes befindet sich hinter dem Haltepunkt Taubenheim (Spree) eine Freiluftausstellung historischer landwirtschaftlicher Geräte.
Den südlichsten Punkt des Dorfes bildet das Fischgut mit seinen Forellenteichen. Die Weißbach wird im Mühlteich gestaut. Zur Infrastruktur gehören das Erlebnisbad, die Ferienhaussiedlung „Am Taubenberg“ und der kommunale Urnenhain.
Unterhalb der Teufelskanzel befindet sich am Fuße des Taubenberges in der Langen Wiese nahe der tschechischen Grenze der Bettelmannsstein mit eingemeißeltem Kreuz. An dem Granitblock am Weg nach Schluckenau fanden der Überlieferung nach Steinbrucharbeiter einen toten Landstreicher.
Östlich des Ortes verläuft der Schwarze Weg über den Galgenberg, der alte Weg führt von Crostau kommend über die Neue Schenke nach Schluckenau und Rumburg in Böhmen.